# Koreolog
En koreolog eller notator har till uppgift att notera dans. Idag används främst två notationssystem: Labanotation eller Kinetographie Laban uppfunnet av Rudolf von Laban och Beneshnotation eller Benesh Movement Notation (BMN). Koreologer återfinns hos exempelvis balettkompanier, där de ofta också arbetar som repetitörer.